# ويليام كووي
ويليام كووي (بالإنجليزية: William Cowie)‏ هو كاتب نيوزلندي، ولد في 8 يناير 1831 في لندن في المملكة المتحدة، وتوفي في 26 يونيو 1902 في ويلينغتون في نيوزيلندا.